# 블루이
블루이(영어: Bluey)는 조 브럼이 제작하고 퀸즐랜드주의 루도 스튜디오에서 제작한 어린이를 대상으로 하는 오스트레일리아의 애니메이션 텔레비전 시리즈이다. 블루이의 시리즈는 ABC와 영국방송공사가 제작을 의뢰했으며, BBC 스튜디오스가 글로벌 배급 및 머천다이징 권한을 보유하고 있다. 블루이는 2018년 10월 1일 ABC 키즈에서 처음 방영되었다. 이후 미국 디즈니 주니어에서 국제적으로 공개되었으며 디즈니+에서 스트리밍할 수 있다.
블루이는 오스트레일리아에서 방송 텔레비전과 VOD 서비스 모두 꾸준히 높은 시청률을 기록했다. 이 시리즈는 머천다이징 개발, 캐릭터가 등장하는 무대 쇼, 그리고 2027년 개봉 예정인 장편 영화 개발에 영향을 미쳤다. 이 프로그램은 로기상에서 로기상 최우수 아동 프로그램상을 세 차례, 2019년 국제 에미 키즈상을, 2024년에는 피버디상을 수상하였다.

## 전제
주인공인 블루이 힐러는 호기심 많고 활기찬 6세(시즌2~3에서는 7세)의 블루 힐러 강아지이다. 블루이 힐러는 고고학자 아버지 밴디트 힐러, 공항의 보안에서 시간제로 일하는 어머니 칠리 힐러, 그리고 4세 여동생 빙고 힐러와 함께 산다.

## 개발

### 구상

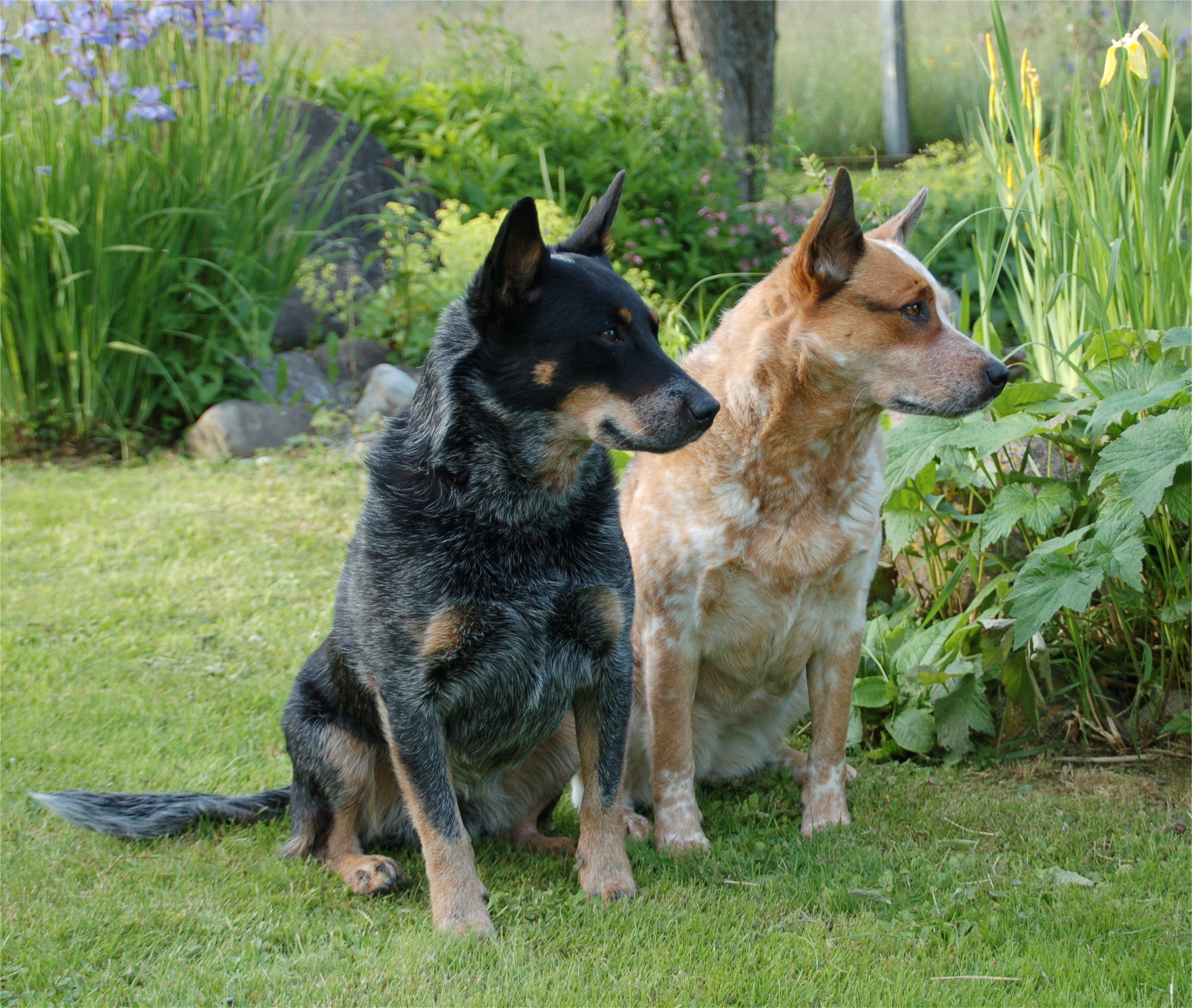
블루이와 그녀의 가족은 실제 블루와 레드 오스트레일리안 캐틀도그, 또는 힐러를 모델로 했다.

2017년 7월, ABC와 영국방송공사(BBC)는 퀸즐랜드주 제작사 루도 스튜디오에서 어린이를 위한 애니메이션 시리즈로 블루이를 공동 제작하기로 결정하였다. 이 작품은 스크린 오스트레일리아와 스크린 퀸즐랜드로부터 자금을 지원받았으며, 시리즈의 배경은 퀸즐랜드의 독특한 아열대 기후를 활용하였다. 제작자인 조 브럼은 찰리와 롤라에서 마크 패터슨과 함께 일하면서 쇼에 대한 아이디어를 구상하였다. 이 시리즈는 두 딸을 키우는 자신의 경험에서 영감을 받았다. 조 브럼은 아이들이 상상력이 풍부한 놀이에 참여하는 것의 중요성을 보여주고 싶었고, 시리즈에 오스트레일리아적 목소리를 주기 위해 블루이 캐릭터를 캐틀도그로 만들었다. 조 브럼은 이전에 영국에서 프리랜서 애니메이터로 어린이 프로그램을 작업했으며, 오스트레일리아 관객을 위한 페파피그 프로그램의 복제본으로 블루이를 만들기로 결정하였다. 조 브럼은 루도 스튜디오에 시리즈 개발을 의뢰하였다.
스튜디오는 2016년 브리즈번에서 열린 아시아 애니메이션 서밋에서 5분짜리 애니메이션 샘플을 발표했고, 이를 통해 ABC와 BBC 경영진의 주목을 받았다. 두 방송사는 블루이의 7분짜리 에피소드 52편을 공식적으로 주문하였으며, BBC는 자금의 30%를 투자하고 전 세계 배급 및 상품화 권한을 획득하였다. 블루이 시리즈는 주로 오스트레일리아의 현지 팀, 그중 상당수는 브리즈번 출신의 초보 애니메이터들이 제작했으며, 애니메이터 마크 패터슨은 뉴질랜드 오클랜드에서 원격으로 작업하였다. 이 프로그램은 오스트레일리아에서는 ABC 키즈에서, 그 다음에는 CBeebies에서 방영될 것이라고 발표되었다.

### 제작

#### 각본
"블루이에는 셈이 없고, 이런저런 학습도 없다. 그냥 노는 모습을 보여준다. 어린이들이 그냥 노는 것이 아니라는 것을 부모들에게 보여주는 것이다. 그들은 놀이, 공유 그리고 일반적으로 그냥 발을 올려놓고 그들이 하게 내버려두는 법을 배우고 있다."
블루이에 등장하는 이야기들은 블루이와 빙고가 상상력을 동원한 놀이를 하는 모습을 그린다. 조 브럼은 자율적이고 구조화되지 않은 놀이가 아이들을 형성하고 발달시키는 데 자연스럽게 중요함을 보여주고 싶었다. 조 브럼은 사회극적 놀이에 대한 연구를 참고하였으며, 유아 교육 배경을 가진 사라 스밀란스키와 비비안 페일리의 저작을 읽었다. 에피소드는 부모가 자녀의 안내자 역할을 하여 자녀가 주변 환경을 독립적으로 탐험하게 하고, 성인의 역할을 연습할 기회를 제공하는 모습을 보여준다. 조 브럼은 자신의 딸들이 노는 것을 지켜본 경험에서 각본의 영감을 얻었으며, 이를 숨쉬는 것만큼이나 자연스러운 일이라고 묘사했다. 이 프로그램의 각본은 아이들이 놀이를 통해 교훈을 배우고 어른들의 세계를 자신들의 세계로 통합하는 방법을 보여준다. 조 브럼은 아이들이 명시적으로 무언가를 배우도록 하는 것보다는 부모로서 자신의 경험을 시리즈에 담고 싶다고 말했다. 창작 목표는 아이들을 웃게 하고, 부모들에게 아이들이 놀이에 참여하면서 무엇을 배울 수 있는지 보여주는 것이었다.
블루이의 캐릭터들은 각각 특정 개 품종을 대표하며, 그중 일부는 조 브럼의 개인적인 삶에서 가져왔다. 브럼은 어린 시절 내내 블루이라는 이름의 블루 힐러와 클로이라는 이름의 달마티안, 그리고 초기 개발 단계에서 시리즈의 주인공이었던 러스티라는 이름의 오스트레일리안 레드 켈피를 키웠다.
조 브럼은 대부분의 에피소드 각본을 직접 쓰며, 공동 제작자인 찰리 애스핀월은 이 시리즈를 조 브럼의 가족 생활을 묘사하는 관찰적인 쇼라고 불렀고, 프로듀서 샘 무어는 조 브럼의 삶이 화면에 담긴 것이라고 묘사하였다. 조 브럼의 작문 과정은 때때로 조 브럼의 가족 경험, 아이들이 하는 게임, 그리고 그들 사이에서 발생하는 갈등에 대한 메모를 작성하는 것으로 시작된다. 이러한 이유로 브럼은 이 과정을 시리즈의 다른 작가들에게는 도전이라고 묘사하였다. 샘 무어는 브럼 외에는 작가가 거의 없으며, 대부분 이미 시리즈에서 일하고 있는 애니메이터들이라고 밝혔다. 이 프로그램은 부모와 자녀가 함께 즐길 수 있는 공동 시청으로 설계되었다. 에피소드의 갈등과 유머는 밴디트와 조 브럼의 딸들의 관계에서 비롯된다.

#### 스토리보드 및 애니메이션
블루이는 브리즈번의 퀸즐랜드주 포티튜드 밸리에 있는 루도 스튜디오에서 자체적으로 애니메이션화되며, 약 50명이 이 프로그램에 참여한다. 코스타 카사브는 시리즈의 미술 감독 중 한 명으로, 브리즈번의 실제 장소인 공원과 쇼핑 센터를 기반으로 한 시리즈의 배경을 그리는 데 기여했다. 시리즈의 후반 작업은 퀸즐랜드주 사우스 브리즈번에서 외부에서 이루어진다.
약 15개의 에피소드가 다양한 제작 단계에 걸쳐 동시에 개발된다. 이야기 아이디어가 구상된 후, 각본 작성 과정은 최대 두 달이 걸린다. 그런 다음 예술가들이 작가의 각본을 참고하여 3주 동안 500~800장의 그림을 제작한다. 스토리보드가 완성되면 흑백 애니메틱이 제작되며, 여기에 성우들이 독립적으로 녹음한 대화가 추가된다. 그런 다음 애니메이터, 배경 예술가, 디자이너 및 레이아웃 팀이 4주 동안 에피소드를 작업한다. 전체 제작 팀은 금요일에 거의 완성된 블루이 에피소드를 시청한다. 에피소드 하나의 전체 제작 과정은 3~4개월이 걸린다. 샘 무어는 프로그램의 색상 팔레트를 생기 넘치는 파스텔이라고 묘사하였다. 블루이는 CelAction2D를 사용하여 애니메이션화된다.
코로나19 범유행 봉쇄 기간 동안, 50명의 제작진은 원격으로 에피소드 작업을 해야 했다. 스튜디오에는 3명의 핵심 인력만이 남아 시리즈 작업을 했다. 2020년 5월에 제한이 완화된 후, 이 수는 10명, 나중에는 20명으로 늘어났다. 2024년까지 스튜디오 작업은 정상으로 돌아왔다. 시즌 3 후반의 28분 길이 에피소드인 에피소드 153을 위해 몇 명의 추가 인력이 고용되기도 하였다.

### 미래
시즌 3의 제작은 2022년 4월에 마무리되었다. 2023년 7월, 피어슨은 제작팀이 에피소드 제작에서 잠시 휴식을 취하고 있다고 밝혔다. 그는 시즌 3 이후 프로그램이 종료될 것이라는 소문을 부정했지만, 시즌 4에 대한 즉각적인 계획은 없다고 설명했다. 이 1분에서 3분 길이의 에피소드 첫 번째 모음은 2024년 6월 16일 ABC 키즈에서 방영되기 시작했으며, 7월 3일 디즈니+에서 공개되었다. 두 번째 모음은 10월에 공개되었고, 마지막 모음은 12월에 공개되었다. 2024년 12월, 조 브럼은 다가오는 장편 영화에 집중하기 위해 쇼의 각본 작업을 중단할 것이라고 발표하였다.

## 테마

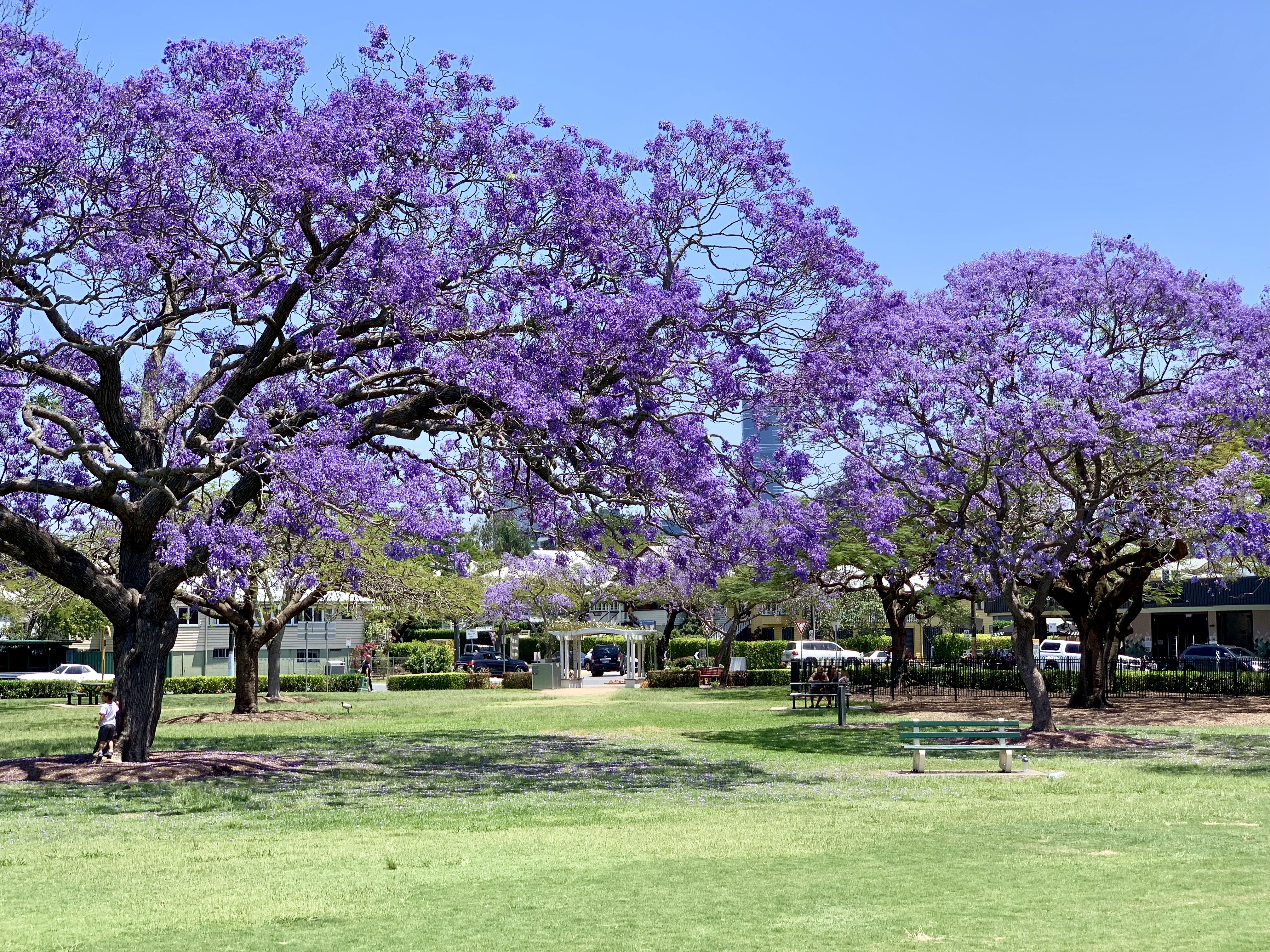
자카란다 나무는 오스트레일리아의 식물의 예시로 시리즈에 등장한다.

이 시리즈는 오스트레일리아 문화를 묘사하며, 아열대성 퀸즐랜드에 배경을 두고 있다. 시리즈의 오스트레일리아 건축물 애니메이션은 브리즈번의 전형적인 퀸즐랜드 주택 디자인, 즉 특징적인 베란다가 있는 높은 교외 주택과 브리즈번 스카이라인 재현을 반영하도록 설계되었다. 캐릭터들은 현지 및 국제 방영에서 오스트레일리아 억양을 사용한다. 여러 에피소드에서는 오스트레일리아의 기후와 자연 탐험을 자세히 다루며, 등장인물들은 과일 박쥐, 왈라비, 쿠카부라, 따오기아과와 같은 오스트레일리아 야생동물을 만난다. 오스트레일리아의 식물상도 시리즈에 묘사되어 있으며, 봉황목과 자카란다 나무가 포함된다. 블루이 시리즈는 럭비리그를 포함하여 오스트레일리아의 스포츠를 탐구한다. 마룬스와 블루스는 스테이트 오브 오리진 시리즈를 묘사하는 장면에 등장한다. 하지만, 조 브럼은 오스트레일리아의 고정관념을 과장하고 싶지 않다고 밝혔다.

## 에피소드
첫 번째 시리즈는 2018년 10월 1일 오스트레일리아 ABC 키즈에서 초연되었으며, 10월 동안 26개의 에피소드가 방영되었다. 그 이후, 25개의 에피소드는 2019년 4월 1일에 방영되기 시작했다. 첫 번째 시리즈의 마지막 에피소드인 크리스마스 스페셜은 2019년 12월 12일에 방영되었다. 2019년 3월에 52개 에피소드로 구성된 두 번째 시리즈의 제작이 시작되었다고 보고되었으며, 5월에 공식적으로 발표되었다. 두 번째 시리즈는 2020년 3월 17일에 초연되었으며, 첫 26개 에피소드는 4월까지 방영되었다. 나머지 에피소드들은 2020년 10월 25일부터 방영되기 시작했으며, 2020년 12월 1일에 방영된 크리스마스 스페셜과 2021년 4월 4일에 방영된 스페셜이 뒤를 이었다. 세 번째 시리즈에 대한 논의는 2020년 4월에 시작되었고, 시리즈는 10월에 공식화되었다. 세 번째 시리즈는 2021년 9월 5일 아버지의 날 특집으로 방영을 시작했으며, 2021년 11월 22일부터 추가 에피소드가 이어졌고, 2022년 6월 13일에도 추가 에피소드가 방영되었다. 이 시리즈는 2023년 4월 9일부터 주간 에피소드로 변경되었으며, 6월까지 일요일에 방영되었다. 세 번째 시리즈의 마지막 에피소드는 2024년 4월 내내 일요일에 방영되었으며, 28분짜리 특별 에피소드인 에피소드 153이 포함되었다.

## 출시

### 방송
월트 디즈니 컴퍼니는 2019년에 권한을 획득하여 블루이의 국제 방송 권한을 텔레비전 및 모든 스트리밍에 대해 보유하고 있다. 이 시리즈는 2019년 9월 9일 미국 디즈니 주니어 텔레비전 네트워크에서 초연되었으며, 이후 2020년 1월 22일 디즈니+ 및 2020년 10월 1일 영국에서 배포되었다. 카툰 네트워크 경영진은 이 시리즈의 권한을 획득하려고 시도했지만 실패했다. 해외에서 쇼를 방영함에도 불구하고, 제작자들은 쇼의 진정성을 유지하기 위해 캐릭터의 오스트레일리아 억양을 대체해달라는 요청을 거절했다. 디즈니의 미국 어린이 시험 관객들은 억양을 좋아했고 유머를 이해했다. 디즈니의 콘텐츠 전략을 담당했던 제인 굴드는 뉴욕 타임스에 "우리 아이들은 어른들보다 훨씬 더 세계적인 공동체에서 살고 있다"고 인터넷 덕분에 "다른 영어권 국가에서 방영할 때 억양을 바꿀 필요가 없다"고 설명했다. 두 번째 시리즈는 2020년 7월 10일 미국 디즈니 채널에서 첫 방영되었다. 디즈니와의 배급 계약은 원래 프로그램의 첫 두 시리즈를 포함했으며, 세 번째 시리즈는 2021년 5월에 획득되었다. 세 번째 시리즈의 전반부는 2022년 8월 10일 라이선스가 있는 지역의 디즈니+에서 처음 방영되었고, 이후 디즈니의 텔레비전 네트워크에서 첫 방영되었다. 다른 에피소드들은 2023년 7월 12일과 2024년 1월 12일에 공개되었다.

## 평가

### 시청률 및 인기
블루이는 오스트레일리아 ABC 키즈에서 꾸준히 높은 시청률을 기록하며 2018년과 2019년 방송 텔레비전의 모든 채널에서 가장 많이 시청된 어린이 프로그램이 되었다. 2019년에 이 시리즈는 타임 시프팅을 통해 가장 많이 시청된 프로그램이었다. 스타워즈 프랜차이즈의 만달로리안 (드라마)(2019–현재)이나 마블 스튜디오의 로키 (드라마)(2021–2023)만큼 많이 마케팅되지 않았음에도 불구하고, 블루이는 2020년 6월 디즈니+에서 처음 방영되었을 때 빠르게 인기 쇼 최상위로 올라섰다. 쇼러너 조 브럼은 코로나19 범유행이 자신의 창작물의 인기를 높이는 데 도움이 되었다고 평가했다.
이 프로그램의 최고 시청률 에피소드인 블루이 에피소드 153 (시즌 3 에피소드 49)은 2024년 4월 14일 두 번의 방송을 통해 총 228만 8천 명의 전국 시청자를 기록하며 초연되었다. 디즈니+는 이 에피소드가 스트리밍 가능 후 일주일 만에 전 세계적으로 1040만 회 시청되었다고 밝혔다.
닐슨 순위에 따르면, 블루이는 2023년 미국에서 코코멜론 (2018~2024)을 제치고 가장 인기 있는 어린이 프로그램이 되었다. 시청 시간 면에서는 법률 드라마 쇼 슈츠 (2011~2019)에 이어 2위를 차지했다. 닐슨 데이터는 또한 블루이가 미국에서 데뷔한 이후 상위 10개 스트리밍 쇼에서 한 번도 벗어난 적이 없음을 보여주며, 이는 경찰 절차 드라마 NCIS(2002~), 의료 드라마 그레이 아나토미 (2005~), 가족 드라마 및 코미디 길모어 걸스 (2000~2007; 2016)와 같은 다른 잘 알려지고 오랫동안 방영된 미국 텔레비전 시리즈와 동등한 수준이다. 2024년까지 블루이는 전 세계적인 시청자를 확보하게 되었고, 60개국에 판매되었으며 20개 언어로 더빙되었다. 그해에 BBC의 어린이 채널인 CBeebies에서 최고의 쇼가 되었다. 또한 어린이 및 성인 쇼를 포함한 순위에서 미국에서 가장 많이 시청된 텔레비전 쇼가 되었으며, 총 556억 분(10만 6천 년) 동안 스트리밍되었다.
어린이들을 위해 제작되었음에도 불구하고, 블루이는 부모들 사이에서 인기가 많았으며, 10대와 성인들 사이에서도 인기가 있었다. 이 쇼는 페이스북, 레딧, 특히 틱톡과 같은 소셜 미디어 플랫폼에서 상당한 팔로워를 확보하였다.

### 수상 및 후보
| 상                                      | 연도 | 수상자 및 후보자                                                 | 부문                                                     | 결과             | Ref.          |
| --------------------------------------- | ---- | ---------------------------------------------------------------- | -------------------------------------------------------- | ---------------- | ------------- |
| AACTA 어워드                            | 2019 | 블루이                                                           | 최우수 어린이 프로그램                                   | 수상             | [ 65 ]        |
| AACTA 어워드                            | 2020 | 블루이                                                           | 최우수 어린이 프로그램                                   | 수상             | [ 66 ]        |
| AACTA 어워드                            | 2021 | 블루이                                                           | 최우수 어린이 프로그램                                   | 수상             | [ 67 ]        |
| AACTA 어워드                            | 2022 | 블루이                                                           | 최우수 어린이 프로그램                                   | 수상             | [ 68 ]        |
| AACTA 어워드                            | 2023 | 블루이                                                           | 최우수 어린이 프로그램                                   | 수상             | [ 69 ]        |
| AACTA 어워드                            | 2024 | 블루이                                                           | 최우수 어린이 프로그램                                   | 수상             | [ 70 ]        |
| AACTA 어워드                            | 2024 | 조프 부시, 다니엘 오브라이언, 재즈 다시 (블루이 – "사인")        | 텔레비전 최우수 오리지널 음악 스코어                     | 수상             | [ 70 ]        |
| AACTA 어워드                            | 2024 | 댄 브럼 (블루이 – 사인)                                          | 텔레비전 최우수 음향                                     | 후보             | [ 70 ]        |
| 아누게라 펜야리아 라마 아낙             | 2025 | 블루이 (멘타리 TV) 세션 - 닥터                                   | 해외 애니메이션                                          | 수상             | [ 71 ]        |
| APRA 스크린 뮤직 어워드                 | 2019 | 조프 부시 ("장난치기" 담당)                                      | 어린이 텔레비전 최우수 음악                              | 후보             | [ 72 ]        |
| APRA 스크린 뮤직 어워드                 | 2020 | 조프 부시 ("플랫 팩" 담당)                                       | 어린이 텔레비전 최우수 음악                              | 후보             | [ 73 ]        |
| APRA 스크린 뮤직 어워드                 | 2021 | 조프 부시                                                        | 어린이 프로그램 최우수 음악                              | 수상             | [ 74 ]        |
| APRA 스크린 뮤직 어워드                 | 2021 | 블루이: 더 앨범                                                  | 최우수 사운드트랙 앨범                                   | 수상             | [ 74 ]        |
| APRA 스크린 뮤직 어워드                 | 2022 | 조프 부시                                                        | 해외 최우수 스크린 작곡가                                | 후보             | [ 75 ]        |
| APRA 스크린 뮤직 어워드                 | 2023 | 조프 부시                                                        | 해외 최우수 스크린 작곡가                                | 수상             | [ 76 ]        |
| APRA 스크린 뮤직 어워드                 | 2024 | 조프 부시, 재즈 다시, 다니엘 오브라이언, 조 트위스트 (사인 담당) | 어린이 프로그램 최우수 음악                              | 수상             |               |
| ARIA 뮤직 어워드                        | 2021 | 블루이: 더 앨범                                                  | 최우수 아동 앨범                                         | 수상             | [ 77 ]        |
| ARIA 뮤직 어워드                        | 2024 | 댄스 모드!                                                       | 최우수 아동 앨범                                         | 수상             | [ 78 ]        |
| 아시안 아카데미 크리에이티브 어워드     | 2020 | 블루이                                                           | 최우수 미취학 프로그램                                   | 수상             | [ 79 ]        |
| 아시안 아카데미 크리에이티브 어워드     | 2022 | 블루이 ("비" 및 "동화" 담당)                                     | 최우수 미취학 프로그램                                   | 수상             | [ 80 ]        |
| 오스트레일리아 도서 산업상              | 2020 | 블루이 ("해변", 펭귄)                                            | 올해의 어린이 그림책 (0–6세)                             | 수상             | [ 81 ] [ 82 ] |
| 오스트레일리아 도서 산업상              | 2020 | 블루이 ("해변", 펭귄)                                            | 올해의 책                                                | 수상             | [ 81 ] [ 82 ] |
| 오스트레일리아 도서 산업상              | 2021 | 블루이 ("개울", 펭귄)                                            | 올해의 어린이 그림책 (0–6세)                             | 후보             | [ 83 ]        |
| 오스트레일리아 감독 조합상              | 2021 | 리처드 제프리 ("잠자는 시간" 담당)                               | 어린이 TV 또는 SVOD 드라마 프로그램 에피소드 최우수 연출 | 수상             | [ 84 ]        |
| 오스트레일리아 완구 협회                | 2020 | 블루이 (무스 토이즈)                                             | 올해의 미취학 아동 라이선스                              | 수상             | [ 49 ]        |
| BAFTA 어린이 및 청소년상                | 2022 | 블루이                                                           | 인터내셔널                                               | 수상             | [ 85 ]        |
| 밴프 세계 미디어 페스티벌 로키상        | 2021 | 블루이                                                           | 애니메이션: 미취학 아동 (0–4세)                          | 수상             | [ 86 ]        |
| 크리틱스 초이스 텔레비전상              | 2022 | 블루이                                                           | 최우수 애니메이션 시리즈                                 | 후보             | [ 87 ]        |
| 크리틱스 초이스 텔레비전상              | 2023 | 블루이                                                           | 최우수 애니메이션 시리즈                                 | 후보             | [ 88 ]        |
| 크리틱스 초이스 텔레비전상              | 2024 | 블루이                                                           | 최우수 애니메이션 시리즈                                 | 후보             | [ 89 ]        |
| 크리틱스 초이스 텔레비전상              | 2025 | 블루이                                                           | 최우수 애니메이션 시리즈                                 | 후보             | [ 90 ]        |
| 국제 에미 키즈상                        | 2019 | 블루이                                                           | 어린이: 미취학 아동                                      | 수상             | [ 91 ]        |
| 키드스크린 어워드                       | 2021 | 블루이                                                           | 미취학 프로그램 – 최우수 애니메이션 시리즈               | 수상             | [ 92 ]        |
| 키드스크린 어워드                       | 2021 | 블루이                                                           | 창작 인재 – 최우수 연출                                  | 수상             | [ 92 ]        |
| 키드스크린 어워드                       | 2021 | 블루이                                                           | 창작 인재 – 최우수 각본                                  | 수상             | [ 92 ]        |
| 키드스크린 어워드                       | 2021 | 블루이                                                           | 창작 인재 – 최우수 음악                                  | 수상             | [ 92 ]        |
| 키드스크린 어워드                       | 2023 | 블루이 (시리즈 3 담당)                                           | 미취학 프로그램 – 최우수 애니메이션 시리즈               | 수상             | [ 93 ]        |
| 로기상                                  | 2019 | 블루이                                                           | 최우수 아동 프로그램                                     | 수상             | [ 94 ]        |
| 로기상                                  | 2022 | 블루이                                                           | 최우수 아동 프로그램                                     | 수상             | [ 95 ]        |
| 로기상                                  | 2023 | 블루이                                                           | 최우수 아동 프로그램                                     | 후보             | [ 96 ]        |
| 로기상                                  | 2024 | 블루이                                                           | 최우수 어린이 프로그램                                   | 수상             | [ 97 ]        |
| 로기상                                  | 2025 | 블루이                                                           | 최우수 어린이 프로그램                                   | 수상             | [ 98 ]        |
| 피버디상                                | 2024 | 블루이                                                           | 어린이 및 청소년                                         | 수상             | [ 99 ]        |
| 프리 주네스 국제상                      | 2020 | 블루이                                                           | TV – 6세 이하 드라마 (어린이)                            | 후보             | [ 100 ]       |
| 프리 주네스 국제상                      | 2022 | 블루이 ("잠자는 시간" 담당)                                      | TV – 6세 이하 드라마 (어린이)                            | 수상             | [ 101 ]       |
| 스크린 프로듀서즈 오스트레일리아 어워드 | 2019 | 블루이                                                           | 올해의 애니메이션 시리즈 프로덕션                        | 수상             | [ 102 ]       |
| 스크린 프로듀서즈 오스트레일리아 어워드 | 2019 | 블루이                                                           | 올해의 스크린 비즈니스 수출                              | 수상 (공동 수상) | [ 102 ]       |
| 스크린 프로듀서즈 오스트레일리아 어워드 | 2022 | 블루이 (시리즈 2 담당)                                           | 올해의 어린이 시리즈 프로덕션                            | 수상             | [ 103 ]       |
| 텔레비전 비평가 협회상                  | 2021 | 블루이                                                           | 어린이 프로그램 최우수 업적                              | 후보             | [ 104 ]       |
| 텔레비전 비평가 협회상                  | 2023 | 블루이                                                           | 어린이 프로그램 최우수 업적                              | 수상             | [ 105 ]       |
| 텔레비전 비평가 협회상                  | 2024 | 블루이                                                           | 어린이 프로그램 최우수 업적                              | 수상             | [ 106 ]       |
| 텔레비전 비평가 협회상                  | 2025 | 블루이: 미니소드                                                 | 어린이 프로그램 최우수 업적                              | 미정             | [ 107 ]       |
| TV 블랙박스 어워드                      | 2021 | 블루이                                                           | 가장 인기 있는 어린이 쇼                                 | 수상             | [ 108 ]       |
| TV 투나잇 어워드                        | 2019 | 블루이                                                           | 최우수 어린이 쇼                                         | 수상             | [ 109 ]       |
| TV 투나잇 어워드                        | 2020 | 블루이                                                           | 최우수 어린이 쇼                                         | 수상             | [ 110 ]       |
| TV 투나잇 어워드                        | 2021 | 블루이                                                           | 최우수 어린이 쇼                                         | 수상             | [ 111 ]       |
| TV 투나잇 어워드                        | 2022 | 블루이                                                           | 최우수 어린이 쇼                                         | 수상             | [ 112 ]       |
| TV 투나잇 어워드                        | 2023 | 블루이                                                           | 최우수 어린이 쇼                                         | 수상             | [ 113 ]       |

## 내용주
1. ↑  블루이는 애니멀 킹덤과 공동 수상했다.[102]